# Le Bourg (ville de Fribourg)
Le Bourg est le quartier historique de la ville de Fribourg, en Suisse. Situé sur une terrasse au-dessus d'un méandre de la Sarine, il est construit lors de la fondation de la ville en 1157. 

## Biens culturels d'importance nationale
Plusieurs biens culturels suisses d'importance nationale se trouvent dans ce quartier, dont la cathédrale Saint-Nicolas, la basilique Notre-Dame, la chancellerie d'État, plusieurs fontaines, le musée Gutenberg ou encore le musée d'Art et d'Histoire.

## Zone piétonne
La rue de Lausanne devient piétonne en 1992, après une année de travaux d'aménagement qui s'achèvent en août.